# 社会性动物
社会性動物也稱為群居動物，例如狗、猴子、大猩猩、蜜蜂、狮子、蚂蚁。它们群族中，可能由一个到多个家庭组成。每个家庭成员各自有比较明显的地位。
家貓雖然是獨立的獵人，但也算社會性動物，家庭飼養的貓與流浪貓都可以與同伴關係不錯，包括共同撫育幼貓、母貓帶小貓給其他隻貓認識、送食物給哺乳中的貓媽媽、公貓也多少會照顧小貓、幼貓易有優先進食權等等；相較於未馴化的斑貓，家貓最特別之處，是生理及心理可以適應獨居生活，也可在食物充足情況下適應群居生活。
为保障其种族势力范围，社会化动物的群族中通常有首领。在繁殖期中，常有新一代挑战旧首领，并发生激烈打斗。为保障觅食优势，社会化动物的群族会霸占一个地方/地盘。

## 著作
《社会性动物》（The Social Animal）是艾略特·阿伦森（Elliot Aronson）的著作，他是美国社会心理学家。该书是社会心理学的通俗读物，通过很多实验的例子，来探讨日常生活中的各类人际关系问题，如从众心理，偏见的形成等。该书发布后，在市场上取得了良好的反映，同时受到众多知名学者的赞誉。